# Едуард Віртс
Едуард Віртс (нім. Eduard Wirths; 4 вересня 1909, Герольдсгаузен — 20 вересня 1945, Штаумюле) — головний лікар концтабору Аушвіц, штурмбанфюрер СС (1 вересня 1944).

## Біографія
Едуард Віртс народився 4 вересня 1909 року в родині підприємця. У 1930 році він почав вивчати медицину в Вюрцбурзькому університеті, який закінчив у 1935 році. У 1936 році захистив дисертацію на тему «Сучасний стан псевдоартрозів» і отримав докторський ступінь. У тому ж році одружився зі своєю однокурсницею, у подружжя народилося четверо дітей. У травні 1933 року вступив в НСДАП (партійний квиток № 3 139 549) і СА. На початку жовтня 1934 року Віртс покинув ряди штурмовиків і став членом СС (№ 311 594). Займаючись медичною практикою, він з 1936 року служив в Земельному управлінні за расовими питань в Тюрінгії. З грудня 1936 по березень 1937 року працював в службі охорони здоров'я в Зоннеберзі, а до вересня 1938 року — асистентом в жіночій університетській клініці в Єні. Потім займався лікарською практикою в Мерхінгені неподалік від Вюрцбурга. У 1940 році працював в імперській лікарській палаті.
З початку травня 1940 року належав до запасний санітарної роти військ СС. З кінця липня 1940 по початок лютого 1941 року служив у санітарній інспекції військ СС, а потім був переведений в 6-ту гірську дивізію СС «Норд». Навесні 1942 року Віртс, нагороджений Залізним хрестом 2-го класу, був визнаний непридатним для подальшої військової служби через проблеми з серцем. У квітні 1942 року почалася його кар'єра лікаря в концтаборах. Спочатку працював лікарем в концтаборі Дахау, а в липні 1942 року — головним лікарем в концтаборі Ноєнгамме.
З 1 вересня 1942 року обійняв посаду головного лікаря концтабору Аушвіц. Йому підпорядковувалися всі табірні лікарі, включаючи доктора Йозефа Менгеле. Віртс організовував в Аушвіці вбивство старих, хворих і слабких в'язнів в рамках операції 14f13. Особисто брав участь в «розподілі» новоприбулих в'язнів. Крім того, він був відповідальним за відбір в'язнів для проведення медичних дослідів. Брав участь в гінекологічних дослідженнях єврейських жінок в 10-му блоці з метою виявлення раку. Він доручав проведення цих дослідів лікарів-ув'язненим Аделаїді Гаутваль і Максиміліану Семюелю. Для тестування нової вакцини проводив експерименти з чотирма в'язнями, штучно заражаючи їх тифом, в результаті чого двоє з них померли.
З іншого боку, Віртс багато разів використовував своє апеляційне право в ході судового розгляду, вчиненого табірним відділом гестапо, тим самим рятуючи в'язнів. Крім цього, поліпшував катастрофічні умови утримання в таборі для стримування епідемій висипного і черевного тифу, заборонив санітарній службі СС проводити серцеві ін'єкції фенолу непрацездатним в'язням без рішення вищого начальства. За словами колишнього в'язня Германа Лангбайна, він «неохоче брав участь в апараті знищення концтабору» і використовував надійних в'язнів лікарями в лікарні, а також намагався припинити жорстоке поводження з ними.
Лангбайн, який знав Віртса ще під час його служби в концтаборі Дахау, був його секретарем протягом двох років. Крім того, він був одним з керівників табірного Опору, але ставився до лікаря з довірою і розповідав про нього іншим членам Опору. Лангбайн повідомив Віртса, що його і його родину союзники заочно засудили до смертної кари. Таким чином, група в'язнів вплинула на головного лікаря в таборі.
Після евакуації Аушвіца в січні 1945 року був переведений в концтабір Дора-Міттельбау, де служив з січня по лютий 1945 року, а звідти — в концтабори Ноєнгамме і Берген-Бельзен.
Після закінчення війни разом зі своїм братом Гельмутом переховувався в Гамбурзі. У липні 1945 року був заарештований британцями і доставлений в табір для інтернованих Ноєнгамме. Згодом він був переведений з Ноєнгамме в табір Штаумюле. Перед допитом полковник Дрейпер, офіцер британської армії, привітав його рукостисканням і сказав: «Тепер я потиснув руку головному лікарю Аушвіца, винному в загибелі 4 млн осіб. Завтра я розпитаю Вас про це. Цієї ночі подумайте про відповідальність, подивіться на свої руки.»
Наступної ночі Віртс здійснив невдалу спробу самогубства, намагаючись повіситися у себе в камері. Однак це не залишилося непоміченим і він залишився в живих. 20 вересня 1945 помер від ран, отриманих в результаті спроби суїциду.

## Нагороди
- Німецька імперська відзнака за фізичну підготовку в бронзі
- Залізний хрест 2-го класу (1942)
- Медаль «За зимову кампанію на Сході 1941/42»
- Хрест Воєнних заслуг 2-го (1 вересня 1944) і 1-го класу з мечами

## Галерея

Гауптштурмфюрер СС Едуард Віртс.Гауптштурмфюрер СС Едуард Віртс.